# Юшкин, Николай Павлович
Никола́й Па́влович Ю́шкин (20 мая 1936, Иван-Гора, Овинищенский район, Калининская область, РСФСР, СССР — 17 сентября 2012) — советский и российский геолог, минералог, академик РАН, доктор геолого-минералогических наук, директор Института геологии Коми научного центра Уральского отделения РАН (Сыктывкар) (1985—2008), заведующий кафедрой геологии Сыктывкарского государственного университета.

## Биография
Родился 20 мая 1936 года в деревне Иван-Гора (ныне — в Весьегонском муниципальном округе Тверской области) в крестьянской семье.

### Образование
В 1955 году окончил геологоразведочное отделение Кировского горно-химического техникума.
В 1965 году заочно окончил Ташкентский политехнический институт.

### Научная работа
С 1961 года постоянно работал в Институте геологии Коми научного Центра, Уральское отделения Академии наук СССР, прошёл путь от старшего лаборанта до директора института (1985).
25 октября 1967 года защищал диссертацию по теме диссертации «Минералогия и парагенезис самородной серы в экзогенных месторождениях». 11 апреля 1969 года был утверждён ВАК СССР в звании доктора геолого-минералогических наук.
23 декабря 1987 года был избран членом-корреспондентом АН СССР по отделению геологии, геофизики, геохимии и горных наук. 7 декабря 1991 года — действительным членом Российской Академии наук.
Академик Б. С. Соколов охарактеризовал его так:

Академик Н. П. Юшкин — редкостный самородок.
Является одним из основоположников научных направлений: витаминералогия и топоминералогия.

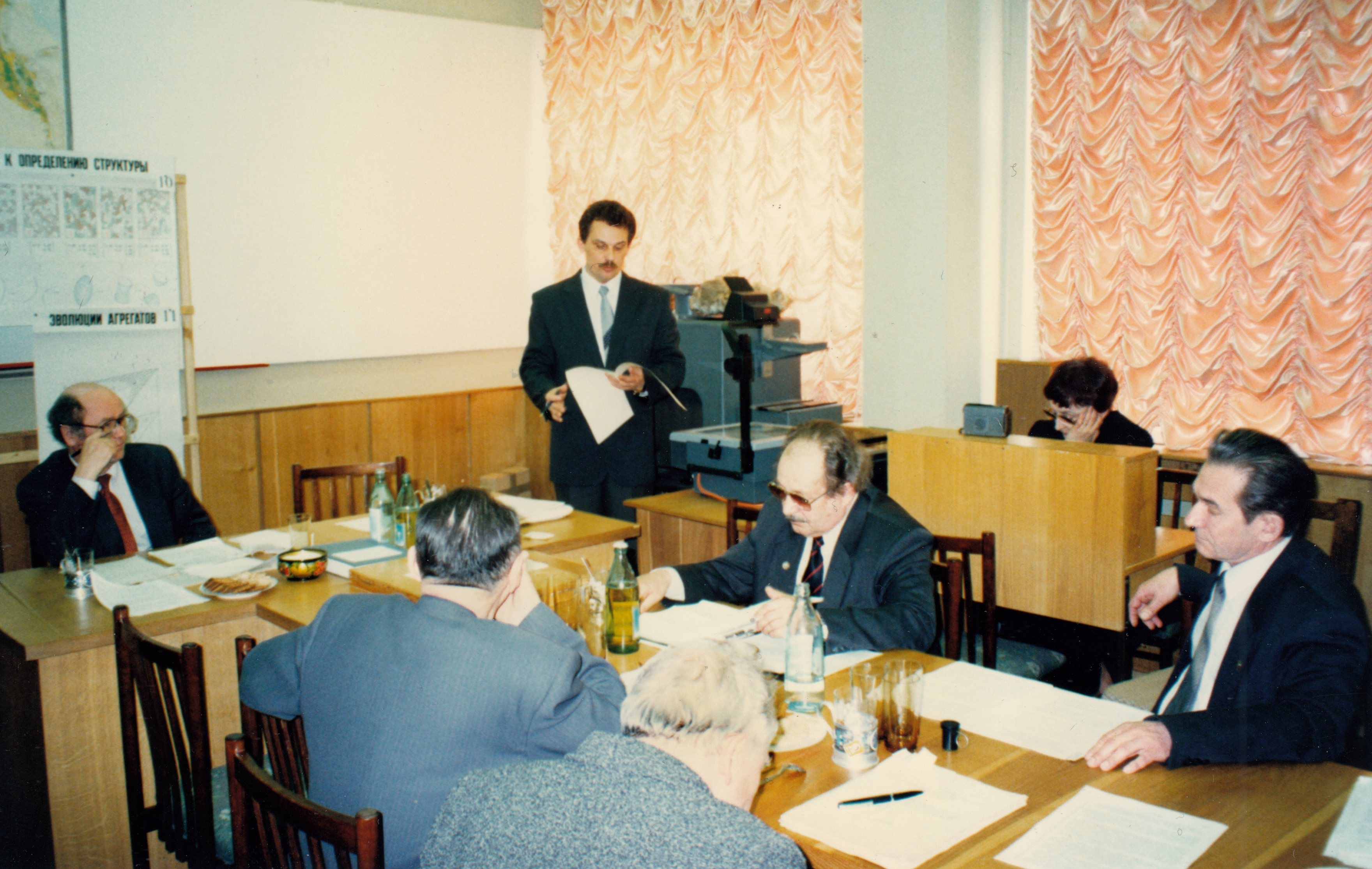
На защите докторской Ю. Л. Войтеховского, 1998

Скончался 17 сентября 2012 года после продолжительной болезни. Был похоронен на Краснозатонском кладбище.

## Награды и премии
- 1968 — Премия Ленинского комсомола
- 1982 — Премия Совета Министров СССР
- 1996 — Орден «За заслуги перед Отечеством» IV степени[4]
- 1998 — Демидовская премия Научного Демидовского фонда
- 2006 — Орден «За заслуги перед Отечеством» III степени[5]
- 2011 — Орден Трудового Красного Знамени[6]

## Членство в организациях
- КПСС

## Память
В честь Николая Павловича Юшкина назван минерал юшкинит.

## Основные публикации
Автор книги «Теория и методы минералогии» (1977), соавтор монографии «Онтогенический метод в минералогии» (1988) и др.
Помимо специальных, им написано более 100 научно-популярных работ, в том числе три книги: «На островах Ледовитого», «Уральскими маршрутами» и «Начало пути».
- Юшкин Н. П., Волкова Н. В., Маркова Г. А. Оптический флюорит / Отв. ред. д-р геол.-мин. наук В. П. Петров. — М.: Наука, 1983. — 136, [8] с. — (Человек и окружающая среда). — 8500 экз.